# Sonic Highways
Vous lisez un « bon article » labellisé en 2017.
Albums de Foo Fighters
Medium Rare
(2011) Songs from the Laundry Room
(2015)
Singles
1. Something from Nothing
Sortie : 17 octobre 2014
2. The Feast and the Famine
Sortie : 24 octobre 2014
3. Congregation
Sortie : 31 octobre 2014
4. What Did I Do? / God As My Witness
Sortie : 6 novembre 2014
5. I Am a River (uniquement en Italie)
Sortie : 22 mai 2015
6. Outside
Sortie : 4 août 2015

Sonic Highways est le huitième album studio du groupe américain de rock alternatif Foo Fighters, sorti le 10 novembre 2014 sur le label RCA Records.
Produit par Butch Vig et enregistré dans huit villes américaines (Austin, Chicago, Los Angeles, Nashville, La Nouvelle-Orléans, New York, Seattle et Washington) avec la participation de musiciens locaux influents, il est accompagné par la diffusion  sur HBO d'un documentaire homonyme, lequel raconte les processus d'enregistrements des chansons et d'écritures des paroles, centrées sur l'histoire de ces villes. Il propose aussi l'interview de multiples personnalités locales, comme celles des artistes Dolly Parton, Joe Walsh ou encore Rick Nielsen.
Plutôt favorablement accueilli par la critique, l'album accède à de nombreux podiums de classements de ventes, dont ceux des États-Unis et du Royaume-Uni, ce qui lui permet d'obtenir des certifications dans plusieurs pays ainsi que des nominations pour des récompenses, telles que les Grammy Awards, mais aucun trophée ne vient gratifier le groupe.
Foo Fighters se produit ensuite lors d'une tournée mondiale pour faire la promotion de l'album. Le groupe est ainsi ambassadeur du Record Store Day, au cours duquel il publie le maxi Songs from the Laundry Room, puis clôt la dernière du Late Show with David Letterman. Les membres du groupe sont contraints d'annuler une partie de leur tournée lorsque leur leader Dave Grohl se casse la jambe sur scène à Göteborg en juin 2015. Grohl joue ensuite plusieurs concerts assis sur un trône avec son plâtre, puis la tournée est définitivement arrêtée après les attentats du 13 novembre 2015 en France. Pour « célébrer la vie par la musique », ils sortent dix jours plus tard Saint Cecilia, un maxi initialement prévu pour remercier leurs fans, et annoncent alors une nouvelle pause à durée indéterminée.

## Genèse

### Contexte
Foo Fighters naît en réaction au suicide du leader de Nirvana Kurt Cobain, en avril 1994. Le batteur du groupe, Dave Grohl, souhaite exorciser par la musique la mort de son camarade : il enregistre seul l'album Foo Fighters au mois d'octobre, avant que Capitol Records (avec qui il vient de signer) ne le pousse à fonder un groupe autour de ce projet. Il fait appel au bassiste Nate Mendel et au batteur William Goldsmith, tous deux issus du groupe Sunny Day Real Estate, ainsi qu'au guitariste Pat Smear, qui a joué avec Nirvana sur scène. Ils produisent un an plus tard le premier album studio des Foo Fighters en tant que groupe, The Colour and the Shape, mais Goldsmith quitte la formation lors de l'enregistrement, ce qui n'empêche pas le disque, puis la tournée, d'être un succès, provoquant le départ de Smear, épuisé par les concerts. L'arrivée du batteur Taylor Hawkins permet à Grohl de se concentrer davantage sur le chant et après un troisième album au succès moindre, There Is Nothing Left to Lose, Chris Shiflett intègre à son tour le groupe lors de la tournée qui suit. Le quatuor enchaîne dès lors les succès avec One by One en 2002, In Your Honor (un double album qui comporte un disque de chansons rock et un disque acoustique) en 2005, Skin and Bones (album live de la tournée acoustique pendant laquelle Smear fait son retour) en 2006 et Echoes, Silence, Patience and Grace (mélange de chansons rock et de ballades mélodieuses) en 2007.
Après la tournée de promotion de ce dernier, Foo Fighters se rend aux studios Grand Master de Hollywood pour y enregistrer une quinzaine de chansons composées sur la route, avec pour objectif d'en tirer un album moins médiatisé, ne devant pas donner lieu à une tournée internationale. Le groupe s'accorde une pause avant d'exploiter les enregistrements. Deux de ces morceaux, Wheels et Word Forward, apparaissent sur la compilation Greatest Hits sortie en 2009. Ils sont produits par Butch Vig, avec qui Grohl a déjà travaillé à l'époque de Nirvana sur l'album Nevermind. Le chanteur souhaitant alors revenir aux fondamentaux du groupe afin d'exprimer l'essence même de sa musique, ils enregistrent dans son garage en Californie, en analogique et de nouveau avec Vig. Les sessions sont filmées et agrémentées d'interviews pour la réalisation d'un documentaire sur la carrière des Foo Fighters, intitulé Back and Forth, qui sort peu après Wasting Light au printemps 2011,. Après une tournée mondiale d'un an et demi, le groupe annonce une pause à durée indéterminée en octobre 2012.

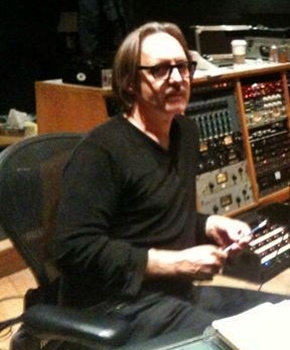
Butch Vig accompagne de nouveau Dave Grohl et Foo Fighters pour cet album.

Malgré cela, Grohl explique dès janvier 2013 qu'il sait exactement de quoi est fait l'avenir des Foo Fighters, que la musique du prochain album est prête et qu'une fois que chacun aura fini ses projets, ils travailleront ensemble dessus. Il déclare même : « Nous avons un grand projet pour le prochain album et je suis vraiment très enthousiaste à propos de ça ». Il tempère en revanche en ne donnant aucune date de sortie « pour ne pas se contraindre à une échéance ». Un mois plus tard, aux Brit Awards, il révèle s'envoler pour Los Angeles dès le lendemain pour travailler sur ce nouvel album,.
Après le succès de son documentaire Sound City sur l'histoire des studios homonymes, Grohl souhaite répéter l'expérience pour l'enregistrement de l'album puisqu'il estime que « coupler musique et documentaire donne de la substance et de la profondeur aux chansons, ce qui accroit la connexion émotionnelle ». Il se dit alors « j'aime la musique, je la connais, je la comprends donc je vais rester dans cet univers. Cependant, plutôt que de simplement marcher dans un studio pour en évoquer ses souvenirs, je voudrais parcourir les États-Unis afin d'en raconter leur histoire. Voilà ce qui va inspirer le prochain album de Foo Fighters »,. En août 2013, dans une interview à Xfm, il révèle qu'ils ont passé les dernières semaines dans leur studio pour composer l'album et promet qu'il sera « comme personne d'autres ne l'a fait auparavant », prévoyant une sortie dans le courant de l'année 2014. En parallèle, Shiflett explique qu'ils n'ont pas « encore officiellement commencé à enregistrer, mais que ça ne devrait plus tarder », puis entretient le mystère en évoquant « la façon de faire ce nouvel album, l'approche notamment, est assez sympa, et différente ».

### Enregistrement
Quelques jours après, Shiflett confirme que « leur pause fut assez courte » et pense qu'ils commenceront à enregistrer le nouvel album au début de l'année suivante. Cependant, une semaine plus tard, Vig annonce travailler avec Foo Fighters sur « de super nouvelles chansons », laissant supposer qu'il sera de nouveau producteur sur ce futur opus. Début septembre 2013, Shiflett diffuse sur son compte Instagram une photo de Smear et Mendel dans leur studio 606, à Los Angeles, montrant qu'ils travaillent sur treize morceaux. Le groupe officialise son retour fin octobre avec la mise en ligne d'une vidéo humoristique, dans laquelle Erik Estrada les convie à jouer à Mexico. Ils se produisent ainsi les 11 et 13 décembre au stade Foro Sol.

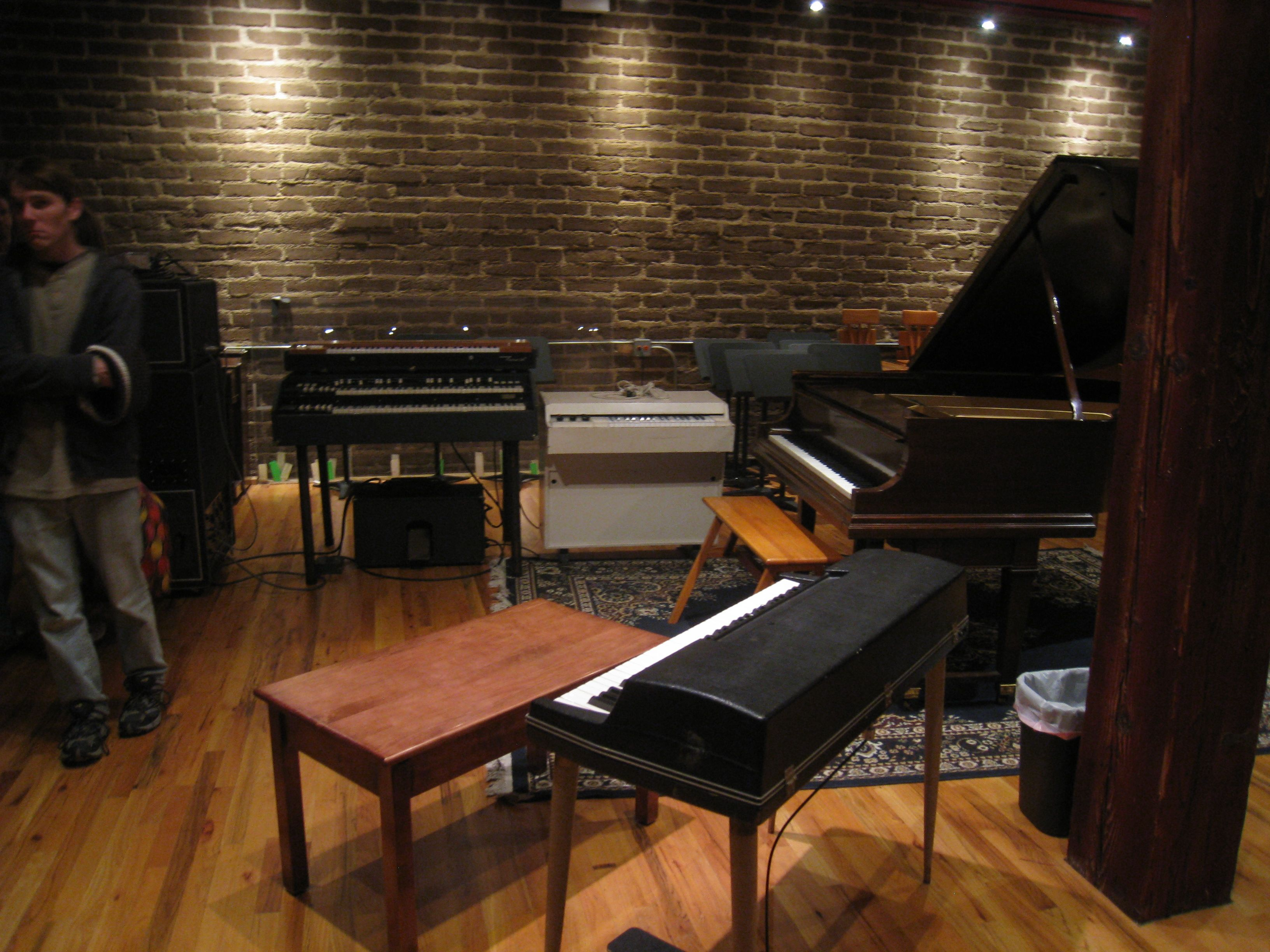
L'Electrical Audio de Steve Albini à Chicago fait partie des lieux qui ont servi à l'enregistrement de Sonic Highways.

Mi-janvier 2014, le groupe poste sur son compte Instagram une photo sur laquelle figurent des cassettes étiquetées #8, montrant explicitement que l'enregistrement de l'album a commencé. Plusieurs rumeurs naissent alors et le scénario le plus récurrent est qu'ils enregistrent dans douze villes et douze studios différents, dont l'Electrical Audio de Steve Albini à Chicago. Los Angeles, New York et Seattle sont également évoquées. Quatre mois plus tard, le groupe annonce qu'il va célébrer son vingtième anniversaire à l'automne par la sortie d'un album et d'une série télévisée diffusée par la chaîne HBO, qui comprend autant d'interviews que de musique. Celle-ci est réalisée par Grohl et voit la formation explorer l'héritage musical et culturel de huit villes américaines (Chicago, Austin, Nashville, Los Angeles, Seattle, La Nouvelle-Orléans, Washington et New York) en prenant quartier dans autant de studios légendaires. En plus de l'Electrical Studio de Chicago, les Studios Inner Ear de Don Zientara (en) à Washington et le Rancho De La Luna à Joshua Tree sont cités parmi les points de passage, tandis que Paul Stanley, Ian MacKaye, Nancy Wilson et Joe Walsh figurent parmi les personnalités locales interrogées,.
À la fin du mois de mai, une vidéo de vingt secondes est publiée par HBO pour confirmer officiellement l'arrivée de Foo Fighters: Sonic Highways. Grohl explique alors qu'il réfléchit au projet depuis un an et demi, et que le concept de l'album lui est venu en étudiant les différentes façons de fêter leur vingtième anniversaire : « Nous sommes un groupe américain. Chacune de ces villes ont des artistes et une musique qui nous ont inspiré directement, donc c'est parti. C'était l'idée. Après, c'était juste un problème de comment le faire ». Pour l'enregistrement des chansons, ils ont notamment été amené à aménager des pièces en studio puisque certains bâtiments ne sont pas des studios mais « des maisons, des scènes ou des vieilles pièces ». Grohl ajoute que « c'est facile à faire quand t'as juste à ouvrir un ordinateur, beaucoup moins quand tu transportes deux magnétophones à 24 pistes de 800 livres chacun à travers le pays, mais nous l'avons fait partout où nous sommes allés ». Il justifie le choix de certaines villes (Washington, Seattle et Los Angeles) par leur histoire avec les studios s'y trouvant mais cite également le Preservation Hall de la Nouvelle-Orléans parmi les endroits où ils n'avaient jamais joué. Smear reconnaît que « le bâtiment de plusieurs centaines d'années était une vraiment une toute petite pièce. Ils n'autorisent même pas les instruments électriques habituellement. [...] C'était comme jouer dans le salon de quelqu'un. C'était plus excitant qu'inconfortable ».
Le procédé pour l'enregistrement est le même pour les huit chansons : une fois le thème et la musique de la ville définis, ils s'y rendent pour une semaine et enregistrent pendant la journée. En parallèle, Grohl fait le tour de la ville en filmant et en interviewant le plus de gens possible, puis parfois jusqu'à une heure avant de les chanter, le chanteur reprend toutes ses notes et synthétise toutes les histoires pour écrire les paroles du morceau,. De cette manière, il considère qu'en quittant les lieux, ils ont l'impression d'en garder un peu en eux et d'en connaître les gens, la nourriture et la musique. Pour la Nouvelle-Orléans, le chanteur ajoute que c'est « encore plus profond : ce n'est pas juste une communauté de musiciens, mais une communauté de familles dont des générations de musiciens ont joué de la musique pendant des centaines d'années... C'est juste magique ». Le 30 juillet, Vig annonce qu'ils viennent de terminer l'album après vingt-trois jours consécutifs de mixage.

## Parution et accueil

### Sortie et promotion
En parallèle des quelques images que le groupe poste sur les réseaux sociaux, ses membres se produisent spontanément dans quelques villes qu'ils visitent pour l'enregistrement. Ils donnent ainsi un concert surprise de deux heures à Washington le 5 mai, Grohl chante deux jours plus tard pendant une heure devant une centaine de personnes à Nashville, puis le 17, Foo Fighters joue pendant plus d'une heure à la soirée de fermeture d'un quartier de la Nouvelle-Orléans. Un mois plus tard, Foo Fighters est tête d'affiche du deuxième jour du Firefly Music Festival (en) et fait son rappel après deux heures en se présentant comme un groupe de reprises dénommé The Holy Shits (littéralement, « Les [Saintes] Merdes »). Le titre de l'album, ainsi que sa date de sortie, sont annoncés le 11 août sur leur compte Twitter. Il faut cependant attendre le 8 septembre pour que le groupe diffuse les premiers extraits de Something from Nothing et The Feast and the Famine lors de son passage dans l'émission de Zane Lowe sur la BBC Radio 1. Les dernières informations (liste des chansons et formats) concernant l'album sont également dévoilées ce même jour.
Le groupe reprend ensuite le nom de The Holy Shits pour jouer trois soirs consécutifs dans des clubs à Brighton et Londres, avant de clore la cérémonie de fermeture des Jeux Invictus le 14 septembre au parc olympique de Londres,. Ils donnent un nouveau concert trois jours plus tard à Richmond, en Virginie, devant un millier de personnes. Ce spectacle résulte d'une campagne de financement participatif lancée en mars par un fan local qui souhaitait voir la formation rejouer dans sa ville pour la première fois depuis 1998,. La semaine précédant la diffusion du premier épisode de Foo Fighters: Sonic Highways sur HBO, ils élisent domicile au Late Show with David Letterman et y invitent plusieurs musiciens ayant participé à l'enregistrement de l'album tels que Zac Brown et Nancy Wilson,. La série télévisée commence le 17 octobre 2014, soit vingt ans jour pour jour après l'entrée de Grohl dans les studios Robert Lang pour l'enregistrement de la démo qui deviendra ensuite le premier album de Foo Fighters.
Le clip de la chanson correspondant à la ville visitée pendant l'épisode de la série conclut celui-ci et est ensuite posté sur YouTube. Les quatre premiers morceaux (Something from Nothing, The Feast and the Famine, Congregation et What Did I Do? / God As My Witness), soit jusqu'à la sortie de Sonic Highways le 10 novembre, sont ainsi considérés comme des singles,. Le groupe accompagne aussi la diffusion de la série par un concert dans la ville concernée par l'épisode : le 17 octobre à Chicago, le 24 à Washington, le 31 à Nashville, le 14 novembre à Los Angeles, le 21 à la Nouvelle Orléans, le 28 à Seattle et le 5 décembre à New York,. Celui d'Austin, prévu le 7 novembre, est décalé au 20 puisqu'Hawkins assiste à la naissance de son troisième enfant. Entre-temps, ils participent au VooDoo Experience (en), festival à la Nouvelle-Orléans le 2 novembre, puis se rendent sur les plateaux d'Ellen DeGeneres et de Jimmy Fallon le 19 novembre et le 4 décembre,.

### Accueil critique
L'accueil médiatique de Sonic Highways est globalement positif, obtenant un score de 68 % sur la base de trente et une analyses collectées par le site agrégateur Metacritic. L'album est ainsi loué par David Brendan Hall du American Songwriter, le décrivant comme « un monument, une remarquable exploration et ode à la musique américaine » et ajoutant qu'il « devrait permettre au groupe de devenir l'un des plus influents de l'histoire de la musique », laissant ainsi « une empreinte de Foo Fighters pour l'éternité ». Le magazine Classic Rock considère d'ailleurs que « même séparé de la série télévisée, Sonic Highways reste parmi les albums les plus concis et les plus puissants des Foo Fighters jusque-là ». Kerrang! et Uncut abondent dans ce sens et y voient respectivement « une collection de huit bonnes et grandes chansons des Foo Fighters » et « un monstre impressionnant de puissance de la part de Butch Vig »,. Le magazine Q explique que « malgré le côté road trip dans la composition, il y a une certaine continuité dans les chansons, ainsi qu'une extension de la palette du groupe ». Alternative Press affirme que les morceaux sont « plutôt géniaux » et ajoute que « couplés à la série, ils doivent être encore plus impactants et retentissants ».
Parmi les critiques moins favorables, on retrouve le Mojo magazine qui estime que « Something from Nothing et The Feast and the Famine boostent le concept mais que les autres productions tournent au cliché », alors qu'Entertainment Weekly décrit l'album comme « solide » mais destiné à « finalement être éclipsé par la très intéressante série télévisée ». AJ Ramirez, de PopMatters, ne voit pas de « révolution dans Sonic Highways pour les habitués du groupe » mais admet que « c'est suffisant pour réaffirmer ce pourquoi on apprécie la formation depuis ses débuts ». AllMusic, via Stephen Thomas Erlewine, partage cet avis et reconnaît que « malgré une certaine répétition dans les schémas des Foo Fighters, ils savent clairement rendre agréable cette aventure ». Patric Doyle, du Rolling Stone, va également dans ce sens et juge que « bien que le concept était élevé, le résultat n'est pas réellement une surprise : les huit chansons ont le même crissement de guitare, des triturations crescendo et des interludes au fort plaidoyer comme on en trouve sur chacun de leurs albums du millénaire ». Le NME considère que « leur périple n'est pas aussi spectaculaire qu'attendu mais que la destination est en revanche assurément familière : Foo Fighters faisant du rock 'n' roll bondissant ». Pour l'A.V. Club, « la quête de Grohl est représentative de son enthousiasme » mais « il visait trop haut et il s'est fait aspiré par ses ambitions, le résultat étant parachevé par des paroles trop travaillées ».
D'autres critiques sont plus mitigées, telle celle de l'Observer qui estime que« finalement, c'est un album aux qualités et défauts habituels : robuste, pop rock à fond, trop travaillé dans le but de devenir des hymnes en concert, mais largement racheté par la personnalité de Grohl ». Le Daily Telegraph reconnaît que « les mots et idées de chaque ville sont incorporées de manière intelligente dans les paroles », mais regrette que « les chansons ne s'inspirent pas plus des personnes influentes que Grohl a interviewées », ainsi qu'une « bande-son avec toutes celles-ci ». L'impression est partagée par le magazine Clash : « huit morceaux, dont beaucoup semblent trop long, enregistrés dans huit villes différentes qui ne laissent pas réellement leur empreinte sur le résultat de l'expérience, avec un invité sur chacune d'elles, qui fait au mieux une apparition dans l'ombre des stars, produisant huit arrangements largement oubliables qui ne finiront dans aucun top 10 de fan ». Pitchfork ajoute qu'« en voulant explorer les mystères des villes les plus historiques des États-Unis, Foo Fighters démystifie complètement son processus créatif et le transforme en devoir glorifié, certes instructif mais aussi très laborieux ». Enfin, d'autres journalistes tels que Philipe Cosores, de Consequence of Sound, et Graeme Marsh, de musicOMH, sont plus sévères avec le groupe et Sonic Highways. Le premier considère ainsi que « c'est l'échec le plus flagrant de leur carrière, une expérience ratée et une simple diversion d'un véritable album des Foo Fighters », tandis que le second juge « l'album avec trop peu de hauts et beaucoup de bas », que « Foo Fighters a probablement déjà eu son heure de gloire » et qu'ils « ne changeront plus le monde désormais ». Celui-ci termine en disant qu'« il serait peut être temps pour eux de se concentrer de nouveau sur la musique, de prendre quelques années pour rassembler leur meilleurs morceaux et de revenir aux classiques pour un dernier album ».

### Succès commercial
Avec plus de 190 000 exemplaires vendus la première semaine aux États-Unis, Sonic Highways entre à la 2e place du Billboard 200 derrière 1989, de Taylor Swift. Il occupe la même place au Royaume-Uni, dépassé par The Endless River, premier album de Pink Floyd depuis vingt ans. Il arrive néanmoins en tête des ventes en Australie et en Flandre,, et se place sur le podium de nombreux pays tels l'Allemagne, le Canada ou la Nouvelle-Zélande,,. Il n'atteint au mieux que la dix-huitième position en France. Ces résultats permettent au disque d'obtenir un certain nombre de certifications : disque de platine en Australie, au Canada, en Nouvelle-Zélande et au Royaume-Uni, et disque d'or en Allemagne et en Autriche,. Malgré 490 000 copies vendues en septembre 2015, il n'a toujours pas décroché de disque d'or dans son pays d'origine.
En février 2015, nommés dans les catégories « Meilleur groupe international », « Meilleur groupe sur scène » et « Meilleure série télévisée », pour Foo Fighters: Sonic Highways, des NME Awards 2015, ils ne remportent que le premier prix,. La même récompense les attend quelques jours plus tard aux Brit Awards 2015. Début 2016, lors de la 58e cérémonie des Grammy Awards, Foo Fighters est nommé dans deux catégories (celle de la « Meilleure interprétation rock » pour Something from Nothing et celle de la « Meilleure musique de film ») mais ne remporte aucun trophée au cours de celle-ci.

### Classements et certifications
| Classement musical                 | Meilleure position |
| ---------------------------------- | ------------------ |
| Allemagne (Media Control AG)       | 2                  |
| Australie (ARIA)                   | 1                  |
| Autriche (Ö3 Austria Top 40)       | 3                  |
| Belgique (Flandre Ultratop)        | 1                  |
| Belgique (Wallonie Ultratop)       | 4                  |
| Canada (Canadian Albums)           | 3                  |
| Danemark (Tracklisten)             | 4                  |
| Espagne (Promusicae)               | 9                  |
| États-Unis (Billboard 200)         | 2                  |
| États-Unis (Alternative Albums)    | 1                  |
| États-Unis (Top Rock Albums)       | 1                  |
| États-Unis (Hard Rock Albums)      | 1                  |
| Finlande (Suomen virallinen lista) | 5                  |
| France (SNEP)                      | 18                 |
| Grèce (IFPI)                       | 39                 |
| Hongrie (Mahasz)                   | 35                 |
| Irlande (IRMA)                     | 5                  |
| Italie (FIMI)                      | 7                  |
| Norvège (VG-lista)                 | 3                  |
| Nouvelle-Zélande (RIANZ)           | 2                  |
| Pays-Bas (Mega Album Top 100)      | 2                  |
| Pologne (ZPAV)                     | 10                 |
| Portugal (AFP)                     | 8                  |
| Royaume-Uni (UK Albums Chart)      | 2                  |
| Royaume-Uni (Rock & Metal Albums)  | 1                  |
| Suède (Sverigetopplistan)          | 5                  |
| Suisse (Schweizer Hitparade)       | 2                  |

| Pays                     | Ventes    | Certifications |
| ------------------------ | --------- | -------------- |
| Allemagne (BVMI)         | 100 000 + | Or             |
| Australie (ARIA)         | 70 000 +  | Platine        |
| Autriche (IFPI Autriche) | 10 000 +  | Or             |
| Canada (Music Canada)    | 80 000 +  | Platine        |
| Italie (FIMI)            | 25 000 +  | Or             |
| Nouvelle-Zélande (RMNZ)  | 15 000 +  | Platine        |
| Pays-Bas (NVPI)          | 20 000 +  | Or             |
| Royaume-Uni (BPI)        | 300 000 + | Platine        |

### Tournées
Après les quelques concerts donnés pour accompagner la diffusion de la série, ils entament leur tournée mondiale, simplement dénommée Sonic Highways World Tour, par l'Afrique du Sud : Le Cap le 10 décembre et Johannesbourg le 13. Ils commencent l'année 2015 par un concert au Forum de Los Angeles le 10 janvier afin de célébrer le 46e anniversaire de Grohl. Une partie des bénéfices est reversée aux associations caritatives Rock School Scholarship Fund, MusiCares (en) et Sweet Relief Musicians Fund (en). Cinq jours plus tard, le groupe part en Amérique du Sud (au Chili, en Argentine, au Brésil et en Colombie), avant de s'envoler pour la Nouvelle-Zélande et l'Australie, où il donne huit concerts de mi-février à début mars avec Rise Against en première partie. Ils jouent ensuite sur la scène Honda du iHeartRadio Theater de Burbank le 17 mars avant de s'accorder une pause. Ambassadeurs du Record Store Day qui se tient le 18 avril, ils se produisent à Niles, dans l'Ohio, et publient un maxi 10" de quatre titres (des démos de Big Me et Alone + Easy Target, une reprise de Kids in America, de Kim Wilde et l'inédit Empty Handed) intitulé Songs from the Laundry Room et limité à 4 000 exemplaires,.
Le 20 mai, c'est le dernier groupe à faire son apparition au Late Show with David Letterman, concluant l'émission et les trente-trois ans de carrière de l'animateur par Everlong. Ils reprennent ensuite leur tournée avec le Hangout Music Festival (en) et Radio 1's Big Weekend,, avant deux dates au Royaume-Uni — le Stadium of Light de Sunderland le 25 et Old Trafford, à Manchester, le 27 — puis le Slane concert, concert annuel donné au château de Slane en Irlande, et le Rock am Ring en Allemagne les 5 et 7 juin. Alors que le groupe continue sa tournée européenne à Göteborg le 12, Grohl se casse la jambe en chutant de la scène. Il promet alors au public de finir le concert et remonte en effet sur scène quelques minutes plus tard pendant qu'on lui pose un plâtre afin de tenir sa promesse. À la suite de cette prestation remarquée, la formation annule le reste de la tournée, comprenant notamment le Glastonbury Festival, le Rock Werchter et Wembley, pour que le chanteur se repose,,.
Moins d'un mois plus tard, le 4 juillet, ils célèbrent leur vingtième anniversaire, ainsi que le jour de l'Indépendance des États-Unis, pendant plus de deux heures devant 48 000 personnes au RFK Stadium de Washington. La suite de la tournée nord-américaine, qui compte pas moins de quarante dates jusque mi-octobre, est rebaptisée The Broken Leg Tour, Grohl jouant assis sur un trône avec son plâtre,. Le 24 juillet, ils se rendent au Japon pour le Fuji Rock Festival, puis le Ansan Valley Rock Festival en Corée du Sud le lendemain. Début septembre, le groupe fait son retour au Royaume-Uni pour deux concerts au National Bowl de Milton Keynes, avec Royal Blood et Iggy Pop en première partie, et un au Murrayfield Stadium d'Édimbourg prévu en juin à l'origine,.
Ils se rendent ensuite à Cesena, en Italie, à la suite d'une vidéo publiée par le collectif Rockin1000, dans laquelle un millier de musiciens reprennent Learn to Fly dans le but d'attirer l'attention du groupe sur eux pour qu'il joue dans leur ville. Impressionné, Grohl leur rend hommage et Foo Fighters s'y produit le 3 novembre. La tournée se poursuit dans plusieurs grandes villes européennes, dont Amsterdam, Berlin ou encore Vienne, mais celle-ci s'arrête brutalement le 13 à Bologne, après les attentats commis en France. Ils préfèrent alors annuler les quatre dernières dates (Turin le 14, Paris le 16, Lyon le 17 et Barcelone le 19), « ne se sentant pas de continuer aux vues de cette violence inexpliquée, de la fermeture des frontières et du deuil international ». Raccourcie à deux reprises, le Sonic Highways World Tour s'achève donc après quatre-vingts concerts et onze mois sur les cinq continents. L'annulation des spectacles coûtant cher au groupe, celui-ci se retourne contre ses assureurs, expliquant « avoir été mal conseillé ».
Le 23 novembre, à la suite d'un décompte d'un mois sur leur site web, le maxi Saint Cecilia est publié pour la Sainte Cécile, la fête des musiciens. Initialement prévu pour remercier les fans du groupe, il est également dédié aux victimes des attentats, telle « une célébration de la vie par la musique ». Grohl ajoute que les événements tragiques leur rappelle combien la vie est courte, que leur famille est ce qu'il y a de plus important pour eux et que, par conséquent, ils ont besoin de souffler auprès d'elles, laissant supposer une pause à durée indéterminée pour la formation.

## Caractéristiques artistiques

### Thèmes et composition
Dès la sortie de Sound City au printemps 2013, Grohl commence à réfléchir au concept de Sonic Highways. L'idée de base est de fêter le vingtième anniversaire du groupe en allant à la rencontre des villes, des artistes et des musiques qui les ont influencés et de coupler musique et documentaire pour donner plus de consistance aux chansons. Parcourir le monde étant impossible, notamment d'un point de vue logistique, ils se limitent à huit villes américaines (Austin, Chicago, Los Angeles, Nashville, La Nouvelle-Orléans, New York, Seattle et Washington). Les morceaux sont composés et répétés en amont dans leur studio 606, à Los Angeles, avant qu'un thème puis une ville ne leur soit définis. Smear explique qu'ils préfèrent désormais arriver en studio avec leurs chansons déjà entièrement composées et répétées dans des conditions proche du live pour savoir lesquelles intégrer à l'album. Cela leur évite de créer un titre en studio, puis de se rendre compte après qu'il ne prend pas en concert. Grohl reconnaît que c'était compliqué de sélectionner le thème et la ville pour une piste car il ne savait pas par quoi commencer : « ce n'est pas juste une série, c'est aussi un album, donc quand tu séquences la série, tu séquences aussi l'album, mais lequel en premier ? Comment peux-tu composer la musique avant de filmer l'épisode ? [...] Je ne pensais pas juste aux paroles que je devais écrire plus tard, je réfléchissais également à comment tout allait s'incorporer dans la fresque de la musique américaine ».

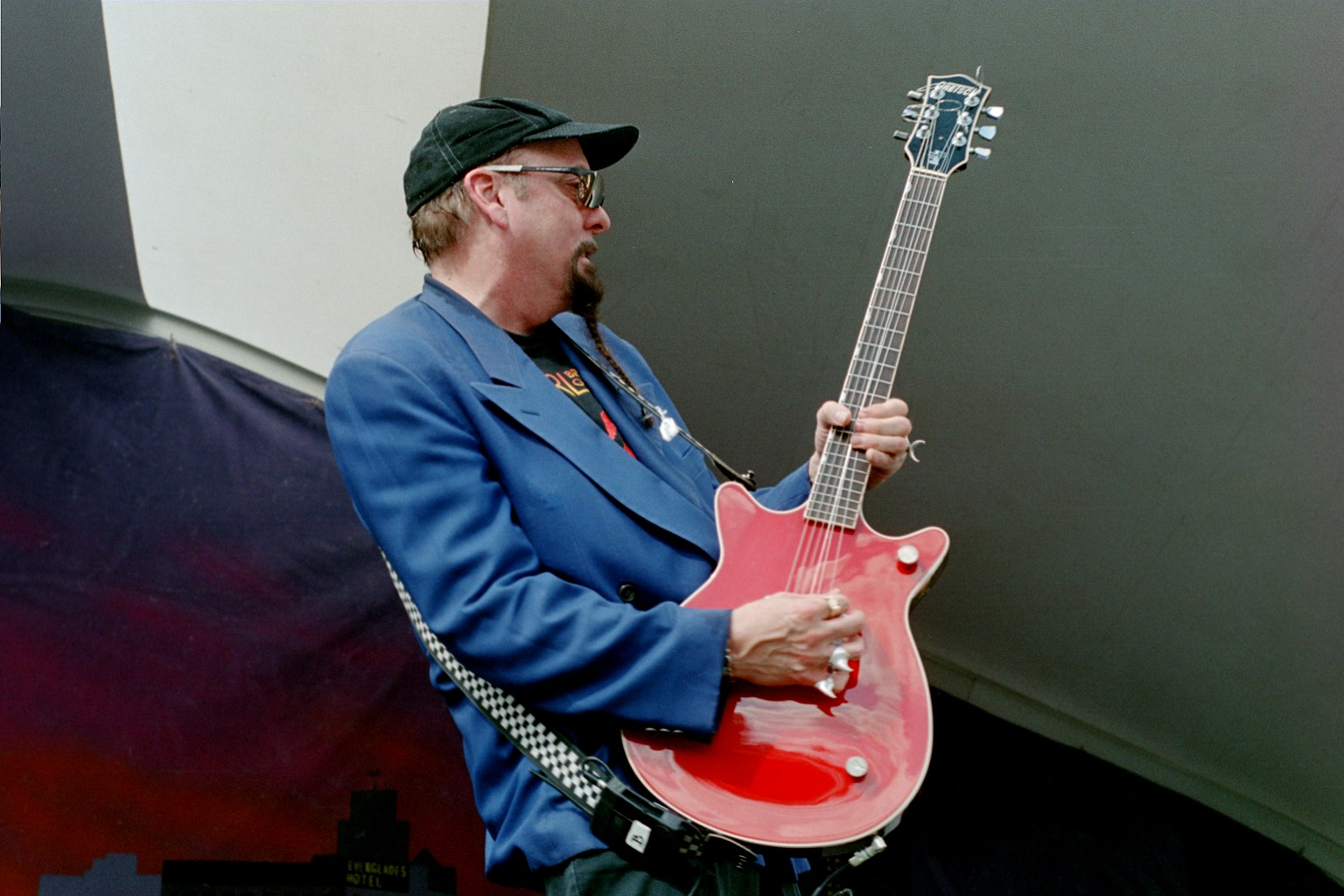
Rick Nielsen est l'invité sur Something from Nothing, chanson liée à Chicago.

Ils passent ensuite une semaine dans chaque ville, y enregistrent la journée et y rencontrent les différentes personnalités musicales locales afin d'évoquer le contexte, les expériences et les anecdotes de chacun. À la fin de la semaine, Grohl « reprend ses notes, les étale sur le sol, s’assoit avec un stylo et son cahier, et réduit toutes ces histoires en une chanson ». Il explique que l'objectif des paroles n'est pas uniquement de raconter la musique, mais aussi l'histoire de la ville,. Chaque destination ayant été choisie pour sa tradition musicale et son penchant pour un genre particulier car le chanteur pense que « l'environnement dans lequel tu composes ou enregistres un album influence le résultat musical », il espère ainsi pouvoir sortir un album éclectique qui s'inspire autant des groupes punk de Washington, que du jazz de la Nouvelle-Orléans, que du banjo-picking et de la musique country de Nashville ou du grunge de Seattle.
Something from Nothing est une collaboration avec le guitariste Rick Nielsen, de Cheap Trick, et le producteur Steve Albini enregistrée à l'Electrical Audio de Chicago, qui commence sur « un solo de guitare rugissant digne des groupes des années 1980 et s'épaississant au fur et à mesure des cris dérangés de Grohl », avant de basculer dans le funk et l'heavy metal avec « un riff tout droit sorti du playbook de Black Sabbath », produisant ainsi un « hymne rock entraînant que les fans devraient apprécier »,,. C'est « un classique de Foo Fighters avec des dynamiques de metal ». Le rythme grandissant de la chanson est basé sur le thème de celle-ci : « les gens d'ici qui ont commencé sans rien et qui ont fini au sommet », comme la légende du blues Buddy Guy qui a commencé à jouer avec une « guitare faite de fils de fer, de clous et de morceaux de bois d'une véranda ». Les paroles font également référence à la scène hardcore de la ville du début des années 1980, période pendant laquelle de nombreux clubs ont pris feu.
The Feast and the Famine traduit le retour aux sources dans la Virginie natale de Grohl. L'enregistrement se fait « à la Mecque du punk rock : les studios Inner Ear d'Arlington avec le producteur emblématique Don Zientara (en) », qui a travaillé avec les groupes majeurs de la scène hardcore de Washington et avec lesquels le chanteur a grandi, tels que Fugazi, Minor Threat et Bad Brains. La chanson évoque les « monuments des rêves qu'on oublie » et les émeutes qui ont suivi l'assassinat de Martin Luther King, sur une « série de riffs percutants » « jonglant entre couplets solidement coordonnés et gros refrains bondissants »,,,. Le go-go et le fondateur du genre, Chuck Brown, sont aussi cités,.
Congregation est une « véritable lettre d'amour » à Nashville, sa musique country et la foi omniprésente chez ses habitants, qui rappelle les propos de Dolly Parton et Carrie Underwood sur l'importance de la ville dans l'industrie musicale et « pourquoi beaucoup d'artistes passent » par celle-ci pour composer. Le morceau enregistré dans les studios Southern Ground de Zac Brown, accompagnant de sa guitare et de son devil-picking, se rapproche néanmoins plus du rock sudiste des années 1970 que de la country,. L'énergie et le tempo de la chanson font penser au single Wheels, avec une première partie « clairement sur le rythme moyen d'un hymne de Foo Fighters », avant que « ça ne brille puis explose ensuite », passant d'« un chant relativement doux à un grognement déchirant après son long et tortueux solo de guitare ».
What Did I Do? / God As My Witness est enregistré dans la « capitale musicale du Texas » avec Gary Clark, Jr.. Le début de la chanson, What Did I Do?, s'inspire clairement d'Austin avec « un côté théâtral », de « multiples reprises et arrêts », une « vive explosion de guitares » et un « riff savoureux », qui s'estompe pour laisser place au silence. Grohl le rompt d'abord seul, puis accompagné de quelques notes au piano pour une deuxième partie, God As My Witness, qui correspond plus aux standards de Foo Fighters, « frôlant le côté lyrique de Meat Loaf »,. Cette ballade rock au tempo moyen, qui rappelle « l'époque Sheer Heart Attack de Queen », raconte l'histoire d'une fille spéciale qu'un garçon n'a jamais mérité, mais qu'il ne veut plus perdre. Il cherche donc tous les moyens possibles pour la conserver.
Outside est enregistrée au Rancho De La Luna à Joshua Tree, en Californie, qui a vu des groupes tels que Queens of the Stone Age ou Arctic Monkeys. La présence de Joe Walsh, le guitariste des Eagles, et Chris Goss, de Masters of Reality, ancre fortement le morceau et ses riffs dans le country rock et le classic rock à guitares des années 1970,. Les paroles au ton psychédélique sont l'écho d'un journal intime d'une personne coincée dans la souffrance et les ténèbres,.
In the Clear est issue de leur session à la Nouvelle-Orléans, dans les locaux du Preservation Hall. Le groupe de jazz complète le « rugissant plan de guitare précédemment utilisé sur All My Life » avec la présence de cuivres,.
Subterranean marque le retour de Grohl à Seattle et aux Studios Robert Lang, le dernier studio d'enregistrement à avoir accueilli Nirvana en 1994. Cette ballade « contemplative » aux allures de Pink Floyd, qui débute sur la guitare acoustique de Ben Gibbard (Death Cab for Cutie), a été composée lors de sa première venue dans les studios,,. Les paroles exposent « comment repartir de zéro après la fin d'une relation qui nous définit », un moment vécu par le chanteur avant de former Foo Fighters. Il ajoute que « Seattle est où ma vie a changé avec Nirvana, puis où ma vie reprit ensuite avec Foo Fighters. Je voulais me servir de Seattle comme d'un exemple, raconter l'histoire de cette ville et de ce studio délirant. C'est le dernier endroit où Nirvana a enregistré, c'est un studio étrange en sous-sol au nord de la ville, qui était juste en bas de la rue de ma maison. Peu de temps après notre session, Kurt mourut ».
I Am a River conclut l'album par leur passage à New York et le Magic Shop, qui a servi auparavant aux Ramones et à Sonic Youth. Ce morceau, dans lequel Grohl se met à nu, reste dans la continuité du précédent avec « une ambiance onirique », mais qui « s'affine petit à petit pour s'intégrer parfaitement à l'orchestre qui les accompagne », bien aidés par le guitariste et producteur Tony Visconti pour ajouter « une dimension émotionnelle » à la chanson,,.

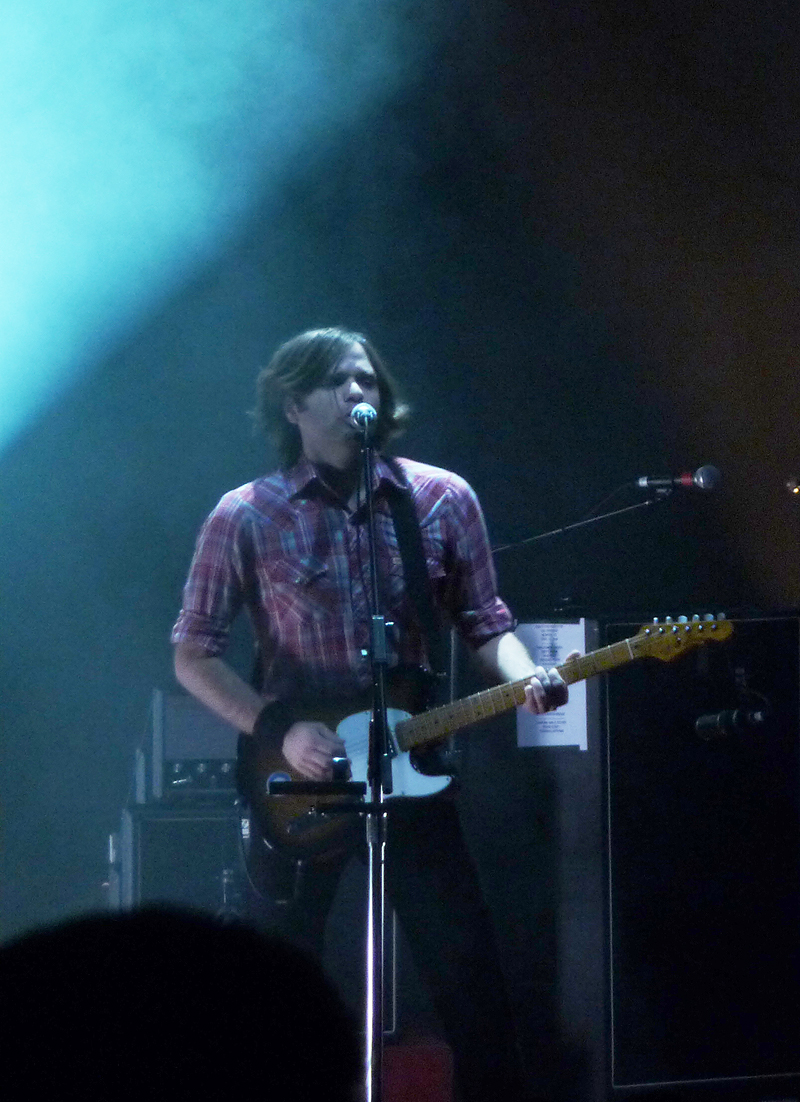
Ben Gibbard représente Seattle sur la chanson Subterranean.

Grohl explique au moment de la sortie de l'album que le processus d'enregistrer dans des villes différentes, s'inspirant de chacune d'elles pour composer et en présenter l'historique musical, pourrait être repris par d'autres musiciens dans d'autres pays du monde. Mais pas par lui. Il cite en exemple l'Angleterre, où « chaque ville a une importance régionale » et pense même que chaque pays pourrait avoir sa « propre série Sonic Highways ».

### Pochette et illustrations
La pochette regroupe différents symboles des villes visitées pour l'enregistrement de l'album. On retrouve ainsi le 875 North Michigan Avenue et le Water Tower Place pour Chicago ; le quartier Lower Manhattan de New York avec la statue de la Liberté, le Chrysler Building, l'Empire State Building et le One World Trade Center ; le Washington Monument, le Lincoln Memorial et son Reflecting Pool à Washington ; le Parthénon de Nashville ; le Mercedes-Benz Superdome de la Nouvelle-Orléans ; la Frost Bank Tower d'Austin ; le panneau Hollywood et l'échangeur à quatre niveaux (en) de Los Angeles et le Space Needle à Seattle. Le chiffre huit est également récurrent en référence au huitième album studio et au symbole infini. Le design et l'artwork de celle-ci sont réalisés par Stephan Martiniere. Les versions vinyle de l'album ont aléatoirement une des neuf couvertures différentes : huit pour les villes visitées et la dernière correspondant au bâtiment central en forme de huit.

Photographies de quelques monuments présents sur la pochette de l'album
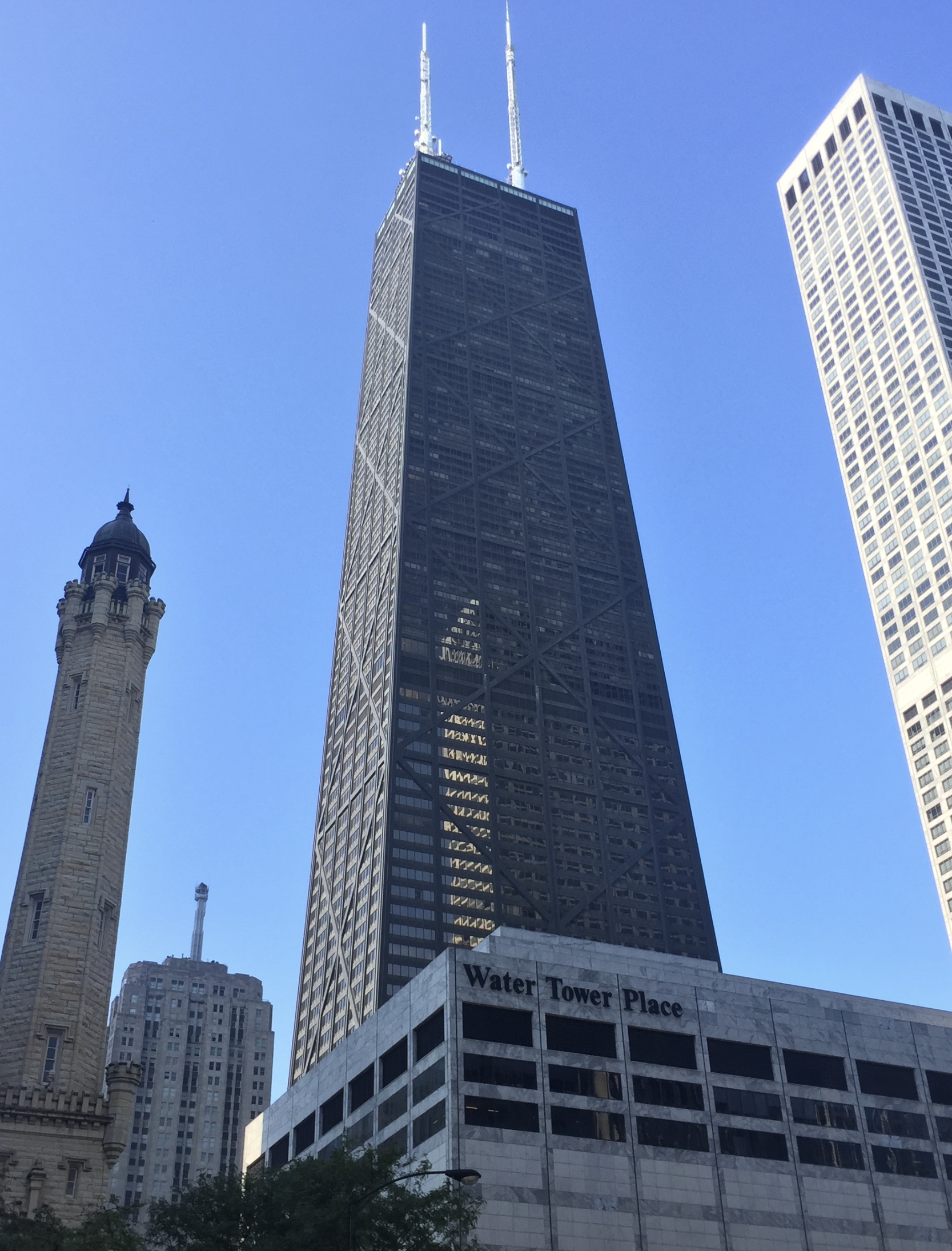
le 875 North Michigan Avenue (Chicago).
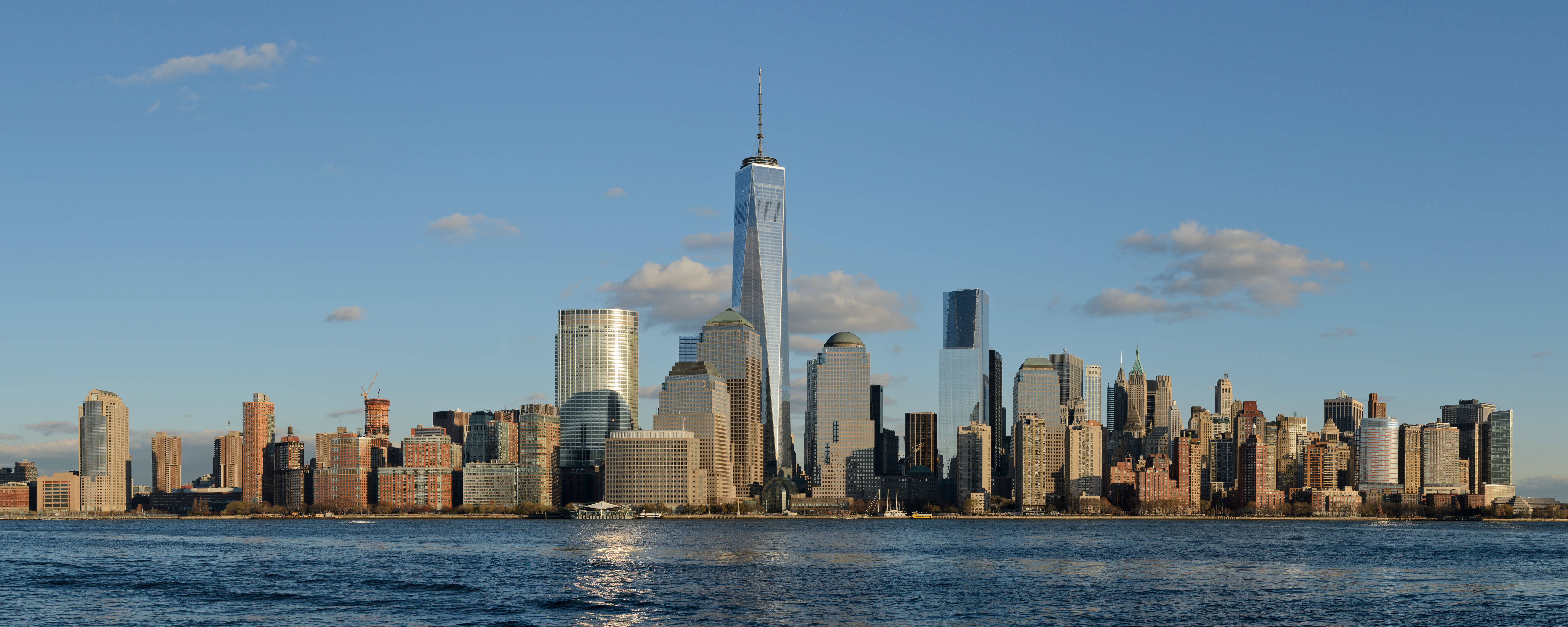
le quartier Lower Manhattan (New York).
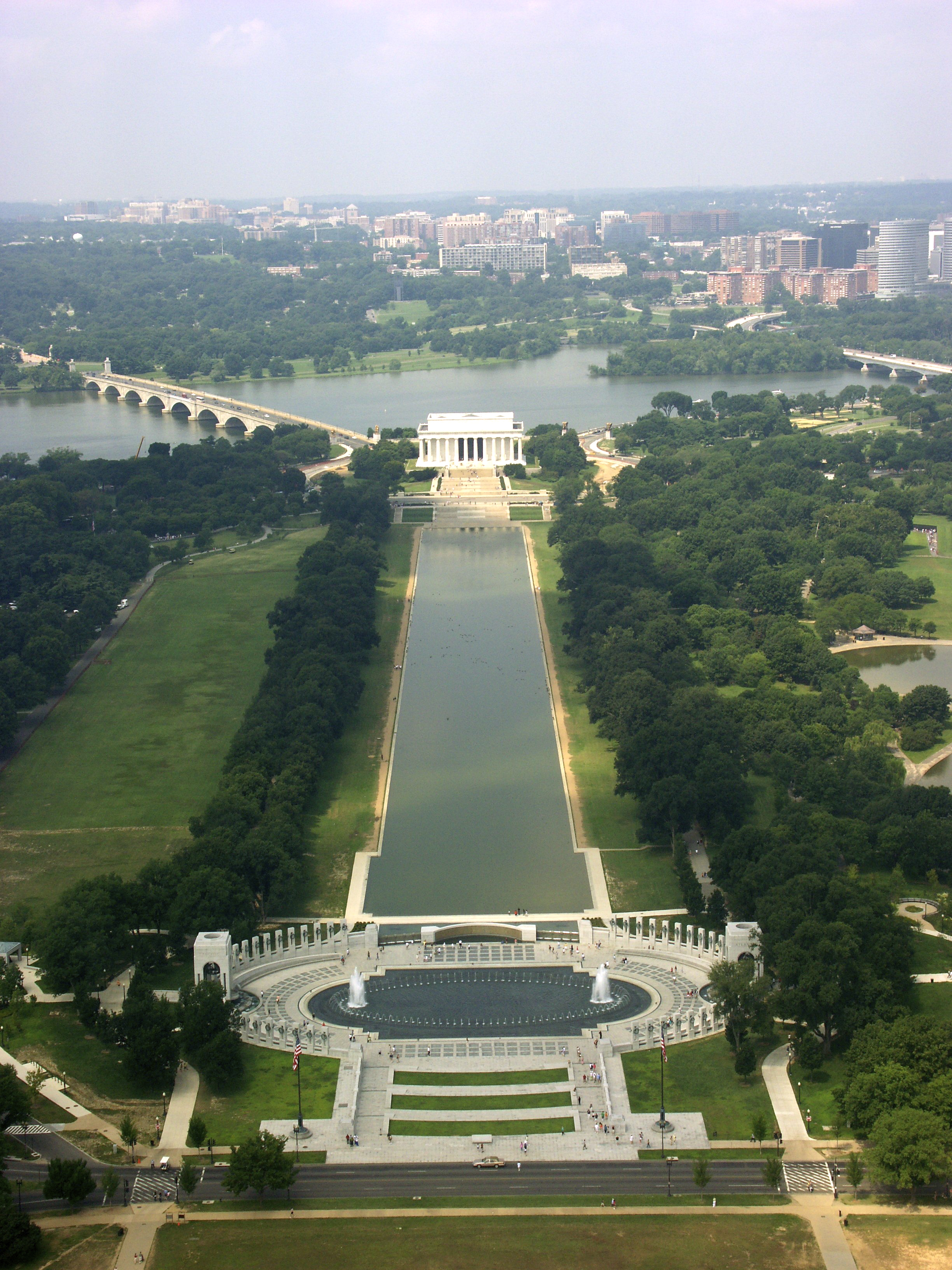
le Lincoln Memorial et son Reflecting Pool (Washington).
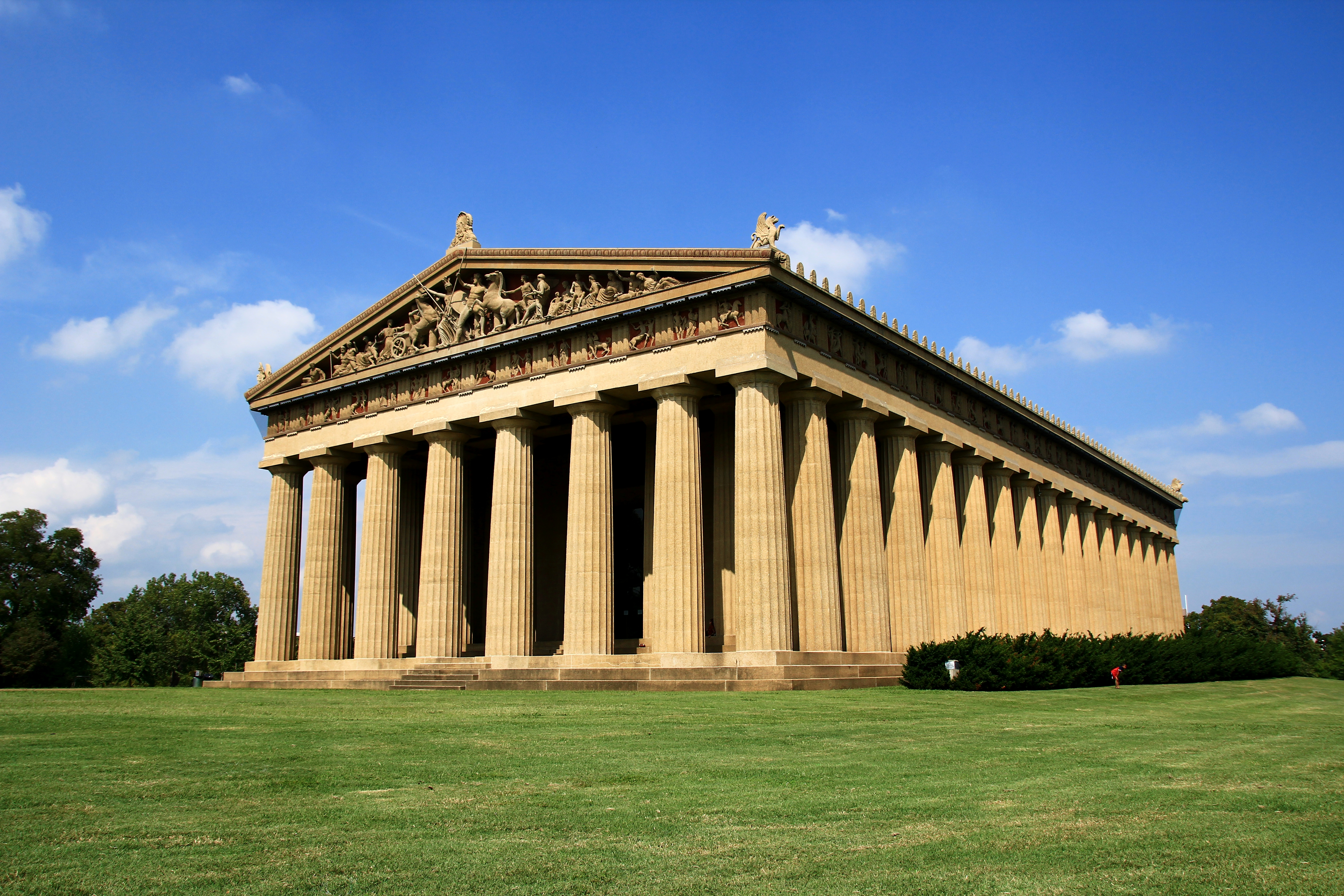
le Parthénon (Nashville).
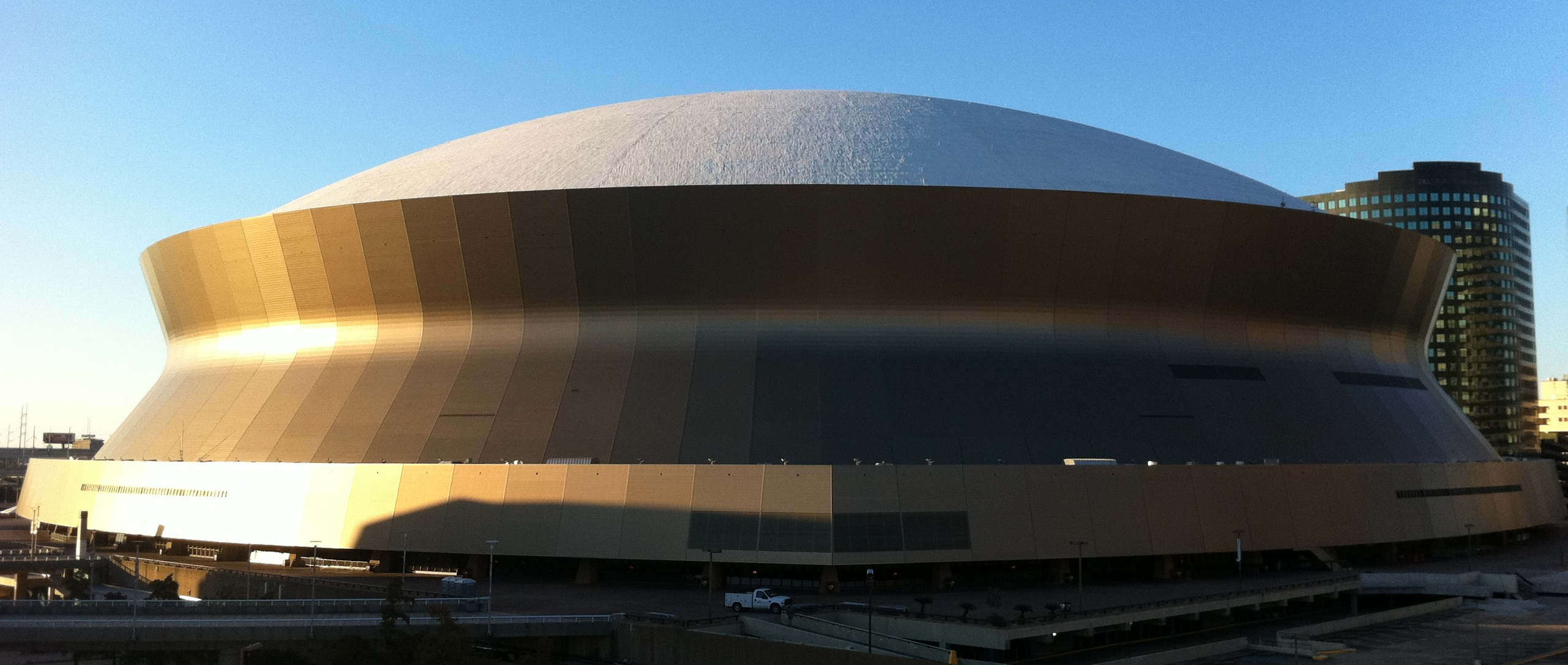
le Mercedes-Benz Superdome (La Nouvelle-Orléans).
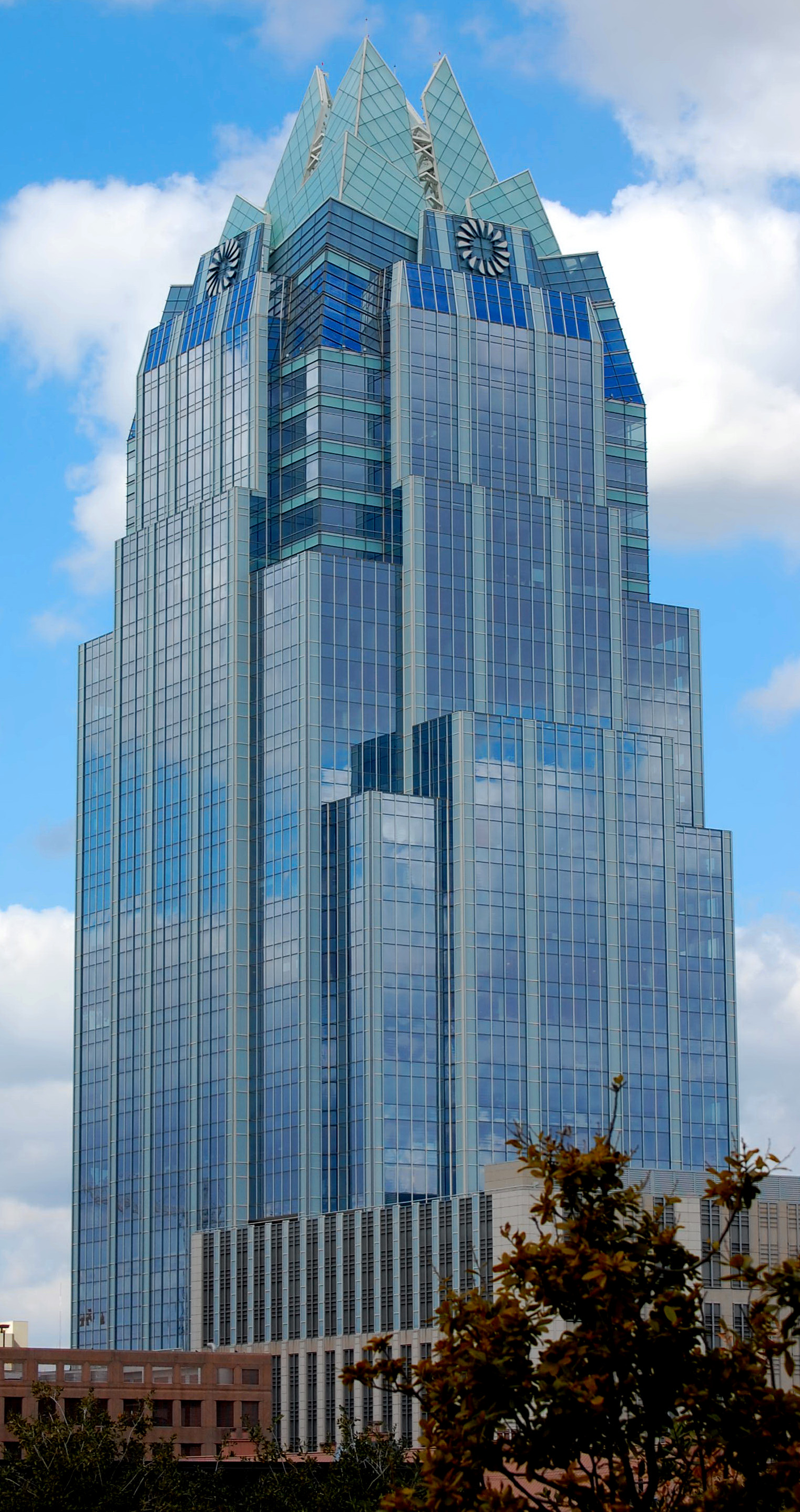
la Frost Bank Tower (Austin).
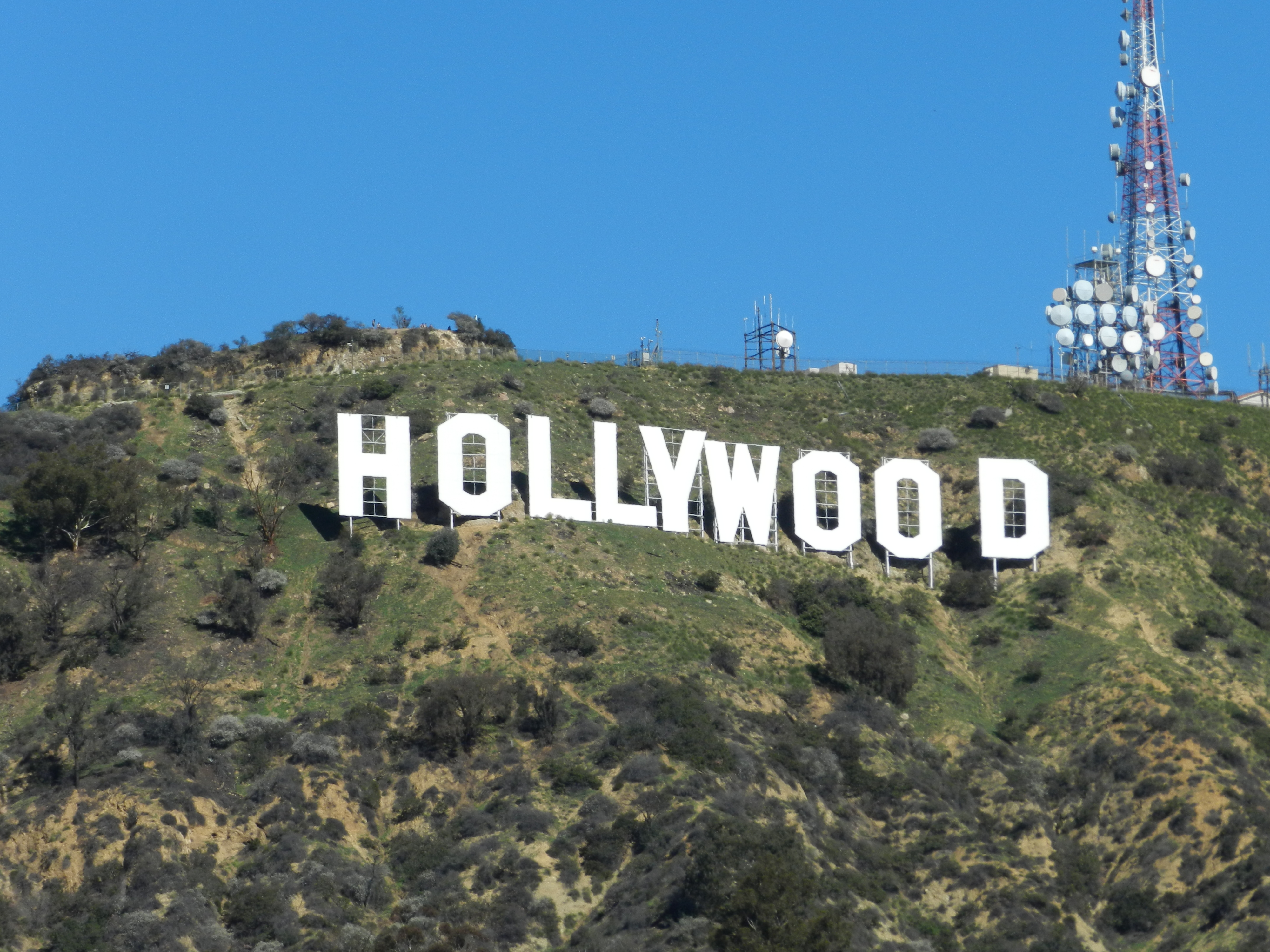
le panneau Hollywood (Los Angeles).
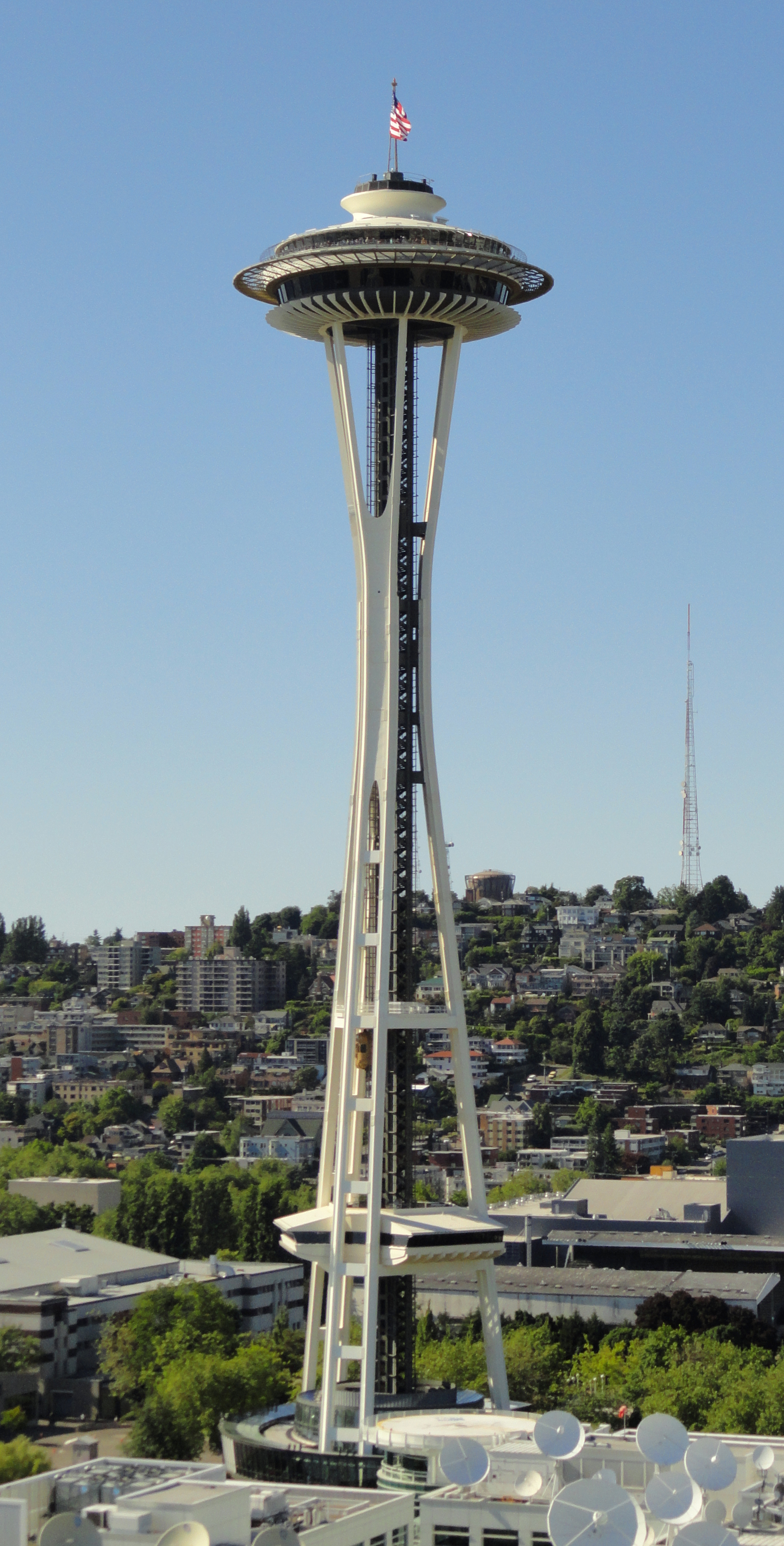
le Space Needle (Seattle).

## Fiche technique

### Liste des chansons
Toutes les chansons sont écrites et composées par Foo Fighters.
| No | Titre                                                                     | Studio d'enregistrement                | Durée |
| -- | ------------------------------------------------------------------------- | -------------------------------------- | ----- |
| 1. | Something from Nothing (avec Rick Nielsen)                                | Electrical Audio, Chicago              | 4:49  |
| 2. | The Feast and the Famine (avec Peter Stahl (en) et Skeeter Thompson (en)) | Studios Inner Ear, Arlington           | 3:50  |
| 3. | Congregation (avec Zac Brown)                                             | Southern Ground Studios, Nashville     | 5:12  |
| 4. | What Did I Do? / God As My Witness (avec Gary Clark, Jr.)                 | Studio 6A, Austin                      | 5:44  |
| 5. | Outside (avec Joe Walsh)                                                  | Rancho De La Luna, Joshua Tree         | 5:15  |
| 6. | In the Clear (avec le groupe de jazz du Preservation Hall)                | Preservation Hall, La Nouvelle-Orléans | 4:04  |
| 7. | Subterranean (avec Ben Gibbard)                                           | Studios Robert Lang, Seattle           | 6:08  |
| 8. | I Am a River (avec Tony Visconti et Kristeen Young)                       | The Magic Shop, New York               | 7:09  |

### Crédits
Les informations proviennent du livret fourni avec l'édition 2014 du CD.
| Foo Fighters - Dave Grohl : chant, guitare rythmique, chœurs et guitare acoustique, cymbale et EBow sur Subterranean - Pat Smear : guitare rythmique - Nate Mendel : basse - Taylor Hawkins : batterie et chœurs - Chris Shiflett : guitare solo, devil picking sur Congregation et chœurs Musiciens additionnels - Rami Jaffee : claviers, clavinet, orgue, mellotron, piano, wurlitzer, barre d'espace et chœurs - Drew Hester : percussions sur Congregation, tambourin sur What Did I Do? / God As My Witness et I Am a River - Rick Nielsen : guitare baryton sur Something from Nothing - Peter Stahl (en) et Skeeter Thompson (en) : chœurs sur The Feast and the Famine - Zac Brown : guitare, devil picking et chœurs sur Congregation - Gary Clark, Jr. : guitare sur What Did I Do? / God As My Witness - Joe Walsh : guitare sur Outside - Chris Goss : chœurs sur Outside - Groupe de jazz du Preservation Hall : clarinette, trompette, trombone, saxophone, tuba et chœurs sur In the Clear - Ben Gibbard : chœurs sur Subterranean - Barrett Jones : EBow sur Subterranean - Los Angeles Youth Orchestra : cordes sur I Am a River - Kristeen Young : chœurs sur I Am a River | - Butch Vig et Foo Fighters : production - James Brown : mixage à l'Atomic Sound de New York - Dakota Bowman et John Lousteau : assistance mixage - Gavin Lurssen (en) et Reuben Cohen : matriçage - Jon San Paolo et Greg Norman : ingénierie du son à l'Electrical Audio de Chicago - Brandon Bell, Ben Simonetti et Matt Mangano : ingénierie du son aux Studios Southern Ground de Nashville - John Lousteau et Charlie Bolois : ingénierie du son au Studio 6A d'Austin et Preservation Hall de La Nouvelle-Orléans - Charlie Bolois : ingénierie du son au Rancho de la Luna de Joshua Tree - Marcel Fernandez et Justin Armstrong : ingénierie du son aux Studios Robert Lang de Seattle - Kabir Hermon et Chris Shurtleff : ingénierie du son au Magic Shop de New York - Tony Visconti : arrangements des cordes sur I Am a River |

### Ouvrages
- (en) Martin James, Dave Grohl : Times Like This, Music Press Books, 2 juillet 2015, 288 p. (ISBN 978-1-78418-755-2)

1. 1 2 3 4 5  James 2015, p. 311
2. 1 2 3 4  James 2015, p. 312-314
3. ↑  James 2015, p. 318
4. 1 2 3 4 5 6 7  James 2015, p. 317

Autres ouvrages
1. ↑  (en) Jeff Apter, The Dave Grohl Story, Omnibus Press, 1er décembre 2007, 288 p. (ISBN 1846097622 et 978-1846097621), p. 256–260
2. ↑  (en) Sonic Highways, Foo Fighters, 2014, Livret album, RCA Records, 8843-09008-2

### Articles de presse
1. ↑  (en) Paul Brannigan, « Kerrang's 50 albums you need to hear in 2011 - Foo Fighters (Interview) », Kerrang!,‎ décembre 2010
2. ↑  (en) Mikael Wood, « Rock Of Ages », Nylon Guys,‎ mai 2011 (lire en ligne)
3. ↑  (en) « Preview: Foo Fighters Making Music to Break Into Cars to », Q,‎ novembre 2010 (lire en ligne)
4. 1 2  (en) « Foo Fighters - Sonic Highways review », Q,‎ décembre 2014, p. 117
5. 1 2  (en) « Foo Fighters - Sonic Highways review », Mojo,‎ décembre 2014, p. 89
6. 1 2  (en) « Foo Fighters - Sonic Highways review », Kerrang!,‎ 15 novembre 2014, p. 52
7. 1 2  (en) « Foo Fighters - Sonic Highways », Uncut,‎ décembre 2014, p. 77
8. 1 2  (en) « Foo Fighters - Sonic Highways review », Alternative Press,‎ décembre 2014, p. 104
9. ↑  (en) « Foo Fighters - Sonic Highways », Classic Rock,‎ décembre 2014, p. 102

### Autres sources
1. 1 2  (en) [vidéo][documentary] « Back and Forth », James Moll, 2011, RCA
2. ↑  (en) « analyse d'Echoes, Silence, Patience and Grace », sur allmusic.com (consulté le 10 mai 2012)
3. ↑  (en) « New Foo Fighters Documentary 'Back And Forth' Traces Band's Entire Career », sur rollingstone.com (consulté le 17 mai 2014)
4. ↑  (en) « Foo Fighters Discuss 'Back and Forth' Documentary at SXSW », sur billboard.com (consulté le 17 mai 2014)
5. ↑  (en) « Dave Grohl Confirms Foo Fighters Hiatus », sur rollingstone.com (consulté le 25 mai 2014)
6. ↑  (en) « Dave Grohl: 'We have awesome, big plans for the next Foo Fighters album' », sur nme.com (consulté le 5 février 2013)
7. ↑  (en) « Dave Grohl: 'Foo Fighters to begin work on new album this week' - NME », sur nme.com (consulté le 17 août 2017)
8. ↑  (en) « Dave Grohl on Foo Fighters’ new album: we didn’t want to “make some crazy, bleak Radiohead record” », sur consequenceofsound.net (consulté le 18 août 2017)
9. 1 2 3 4 5 6  (en) « Rock Hall of Fame: Dave Grohl on Nirvana Honors, Reuniting with Courtney Love: 'It Was Beautiful' (Q&A) », sur hollywoodreporter.com (consulté le 18 août 2017)
10. ↑  (en) « Chris Shiflett: Foo Fighters, punk rock and "going country" », sur fasterlouder.junkee.com (consulté le 22 août 2017)
11. ↑  (en) « Foo Fighters Starting New Album - Rolling Stone », sur rollingstone.com (consulté le 22 août 2017)
12. ↑  (en) « More evidence that Foo Fighters are recording new album in 12 cities », sur fasterlouder.junkee.com (consulté le 22 août 2017)
13. ↑  (en) « Foo Fighters’ Dave Grohl is getting his own TV show - News - Alternative Press », sur altpress.com (consulté le 22 août 2017)
14. 1 2 3 4  (en) « Rolling Stone Australia - Foo Fighters: Pat Smear », sur rollingstoneaus.com (consulté le 26 septembre 2017)
15. ↑  (en) « Foo Fighters Have Finished Their Eighth Album », sur spin.com (consulté le 24 août 2017)
16. ↑  (en) « Foo Fighters Play Career-Spanning Surprise Show in D.C. », sur spin.com (consulté le 25 août 2017)
17. ↑  (en) « Dave Grohl Sang Foo Fighters Songs to 100 People and Filmed It », sur spin.com (consulté le 25 août 2017)
18. ↑  (en) « Foo Fighters Shut Down a New Orleans Block With Secret Show », sur spin.com (consulté le 25 août 2017)
19. ↑  (en) « Firefly Music Festival 2014: Foo Fighters Deliver Hit-Filled Headlining Set, Hint at Tour (Live Review) », sur billboard.com (consulté le 25 août 2017)
20. ↑  (en) « Foo Fighters sur Twitter : "Sonic Highways. Out Worldwide Nov. 10th http://t.co/Yl8zcRS11l" », sur twitter.com (consulté le 25 août 2017)
21. ↑  (en) « Zane Lowe Sessions Foo Fighters - Radio 1 - BBC », sur bbc.co.uk (consulté le 25 août 2017)
22. 1 2  (en) « Foo Fighters to play three UK club gigs this week - NME », sur nme.com (consulté le 25 août 2017)
23. ↑  (en) « Foo Fighters Play With Cover Band at Secret Show - Rolling Stone », sur rollingstone.com (consulté le 25 août 2017)
24. ↑  (en) « Foo Fighters Agree to Play Unscheduled Crowdsourced Show - Rolling Stone », sur rollingstone.com (consulté le 25 août 2017)
25. ↑  (en) « Foo Fighters Book Weeklong 'Letterman' Residency », sur billboard.com (consulté le 25 août 2017)
26. ↑  (en) « Foo Fighters get Letterman choked up - CNN.com », sur cnn.com (consulté le 25 août 2017)
27. 1 2 3  (en) « Foo Fighters Release 'Something From Nothing': Dave Grohl Explains What Inspired It », sur billboard.com (consulté le 25 août 2017)
28. 1 2  (en) « Here's Foo Fighters' Austin, TX, Song 'What Did I Do?/God As My Witness' With Gary Clark Jr. », sur billboard.com (consulté le 25 août 2017)
29. ↑  (en) « Foo Fighters return to site of Dave Grohl’s first concert and deliver a historic performance — watch », sur consequenceofsound.net (consulté le 25 août 2017)
30. 1 2  (en) « Foo Fighters at Black Cat: 3-hour show has all the hits, others’ hits and ‘keg party’ vibe - The Washington Post », sur washingtonpost.com (consulté le 25 août 2017)
31. 1 2  (en) « Foo Fighters Bring Guests, Massive Set to Nashville's Ryman Auditorium », sur billboard.com (consulté le 25 août 2017)
32. ↑  (en) « Foo Fighters Secret show this Friday at the Roxy: chance to win tickets. », sur axs.com (consulté le 25 août 2017)
33. ↑  (en) « Foo Fighters at the New Orleans House of Blues: First look », sur nola.com (consulté le 25 août 2017)
34. ↑  (en) « Foo Fighters will play The Showbox this Friday! », sur 1077theend.com (consulté le 25 août 2017)
35. ↑  (en) « Foo Fighters End Sonic Journey With Marathon New York Show - Rolling Stone », sur rollingstone.com (consulté le 25 août 2017)
36. ↑  (en) « Foo Fighters Epic Austin City Limits Show ◄ R3Cap », sur musicwayaustin.com (consulté le 25 août 2017)
37. ↑  (en) « Voodoo Fest 2014: A complete music lineup and schedule for the three-day festival in City Park », sur nola.com (consulté le 25 août 2017)
38. ↑  (en) « Foo Fighters Perform 'In The Clear' On 'The Ellen De Generes Show' (Video) - Blabbermouth.net », sur blabbermouth.net (consulté le 25 août 2017)
39. ↑  (en) « Foo Fighters perform 'I Am A River' with a string orchestra on Jimmy Fallon – watch - NME », sur nme.com (consulté le 25 août 2017)
40. 1 2  (en) « Critic Reviews for Sonic Highways - Metacritic », sur metacritic.com (consulté le 13 novembre 2014)
41. ↑  (en) Tim Jonze, « Foo Fighters: Sonic Highways review – a high-concept tour with middling music », The Guardian (consulté le 13 novembre 2014)
42. 1 2 3 4  (en) Barry Nicolson, « NME Album Reviews - Album Review: Foo Fighters - Sonic Highways - NME.COM », NME (consulté le 13 novembre 2014)
43. 1 2  (en) AJ Ramirez, « Foo Fighters: Sonic Highways », PopMatters (consulté le 13 novembre 2014)
44. 1 2  (en) Stephen Thomas Erlewine, « Sonic Highways - Foo Fighters », AllMusic (consulté le 20 novembre 2014)
45. 1 2  (en) Kevin Warwick, « Foo Fighters aim for the moon but come up a bit short on Sonic Highways », A.V. Club (consulté le 20 novembre 2014)
46. ↑  (en) Andy McDonald, « Album Review: Foo Fighters - Sonic Highways », Drowned in Sound (consulté le 20 novembre 2014)
47. 1 2  (en) Kyle Ryan, « Sonic Highways Review », Entertainment Weekly (consulté le 13 novembre 2014)
48. 1 2  (en) Stuart Berman, « Foo Fighters: Sonic Highways », Pitchfork (consulté le 13 novembre 2014)
49. 1 2  (en) Philip Cosores, « Foo Fighters – Sonic Highways », Consequence of Sound (consulté le 21 août 2017)
50. 1 2 3 4 5 6  (en) Patrick Doyle, « Sonic Highways », Rolling Stone (consulté le 13 novembre 2014)
51. ↑  (en) Jason Gubbels, « Review: Foo Fighters, 'Sonic Highways' », Spin (consulté le 21 août 2017)
52. ↑  (en) jordan., « Foo Fighters - Sonic Highways (album review 2) », Sputnikmusic (consulté le 13 novembre 2014)
53. 1 2  (en) Ally Carnwath, « Foo Fighters: Sonic Highways review – familiar full-throttle pop-rock », The Observer (consulté le 13 novembre 2014)
54. 1 2  (en) Graeme Marsh, « Foo Fighters – Sonic Highways », musicOMH (consulté le 21 août 2017)
55. 1 2  (en) Helen Brown, « Foo Fighters, Sonic Highways, review: 'the same chunky chords' », The Daily Telegraph (consulté le 13 novembre 2014)
56. ↑  (en) « Foo Fighters: Sonic Highways « American Songwriter », sur americansongwriter.com (consulté le 21 août 2017)
57. ↑  (en) Mike Diver, « Foo Fighters - Sonic Highways », sur clashmusic.com (consulté le 21 août 2017)
58. ↑  (en) « FOO FIGHTERS' 'Sonic Highways' Enters BILLBOARD Chart At No. 2 », sur blabbermouth.net (consulté le 20 novembre 2014)
59. ↑  (en) « Top 200 Albums », sur billboard.com (consulté le 4 août 2017)
60. 1 2  (en) Official Albums Chart Top 100. UK Albums Chart. The Official Charts Company.
61. 1 2  (en) Australian-charts.com – Foo Fighters – Sonic Highways. ARIA Top 50 album. Hung Medien.
62. 1 2  (nl) Ultratop.be – Foo Fighters – Sonic Highways. Ultratop 200 albums. Ultratop et Hung Medien / hitparade.ch.
63. 1 2  (de) Charts.de – Foo Fighters – Sonic Highways. GfK Entertainment. PhonoNet GmbH.
64. 1 2  (en) Foo Fighters - Chart history – Billboard. Canadian Albums Chart. Prometheus Global Media.
65. 1 2  (en) Charts.org.nz – Foo Fighters – Sonic Highways. RIANZ. Hung Medien.
66. 1 2  Lescharts.com – Foo Fighters – Sonic Highways. SNEP. Hung Medien.
67. 1 2  (en) « ARIA Australian Top 50 Albums », sur ariacharts.com.au (consulté le 22 novembre 2014)
68. 1 2  (en) « Gold/Platinum - Music Canada », sur musiccanada.com (consulté le 13 décembre 2014)
69. 1 2  (en) « NZ Top 40 Albums Chart », sur nztop40.co.nz (consulté le 22 novembre 2014)
70. 1 2  (en) « Certified Awards Search - Foo+Fighters », BPI (consulté le 27 janvier 2014)
71. 1 2  (de) « Gold-/Platin-Datenbank - Foo+Fighters - Sonic Highways », sur musikindustrie.de (consulté le 2 mars 2013)
72. 1 2  (de) « Gold & Platin - Foo+Fighters », sur ifpi.at (consulté le 2 mars 2013)
73. ↑  (en) « Metal By Numbers 9/23: Slayer falls under the horizon », sur metalinsider.net (consulté le 4 août 2017)
74. ↑  (en) « NME News Kasabian, Royal Blood, Jamie T lead nominations for NME Awards 2015 with Austin, Texas - voting open », sur nme.com (consulté le 19 février 2015)
75. ↑  (en) « NME News The full winners list at NME Awards 2015 with Austin, Texas revealed », sur nme.com (consulté le 19 février 2015)
76. ↑  (en) « BRIT Awards 2015: Full winners list revealed », sur officialcharts.com (consulté le 27 février 2015)
77. ↑  (en) « Grammy Awards 2016: See the Full Winners List », sur billboard.com (consulté le 4 août 2017)
78. ↑  (de) Austriancharts.at – Foo Fighters – Sonic Highways. Ö3 Austria Top 40. Hung Medien.
79. ↑  Ultratop.be – Foo Fighters – Sonic Highways. Ultratop 200 albums. Ultratop et Hung Medien / hitparade.ch.
80. ↑  (da) Danishcharts.com – Foo Fighters – Sonic Highways. Tracklisten. Hung Medien.
81. ↑  (en) Spanishcharts.com – Foo Fighters – Sonic Highways. Top 100 álbumes. Hung Medien.
82. ↑  (en) Foo Fighters - Chart history – Billboard. Billboard 200. Prometheus Global Media.
83. ↑  (en) Foo Fighters - Chart history – Billboard. Billboard Alternative Albums. Prometheus Global Media.
84. ↑  (en) Foo Fighters - Chart history – Billboard. Billboard Top Rock Albums. Prometheus Global Media.
85. ↑  (en) Foo Fighters - Chart history – Billboard. Billboard Hard Rock Albums. Prometheus Global Media.
86. ↑  (fi) Finnishcharts.com – Foo Fighters – Sonic Highways. Suomen virallinen lista. Hung Medien.
87. ↑  (en) Greekcharts.com – Foo Fighters – Sonic Highways. IFPI. Hung Medien.
88. ↑  (hu) [zene.slagerlistak.hu/top-40-album-dvd-es-valogataslemez-lista/2014/46 Top 40 album-, DVD- és válogatáslemez-lista – 2014. 46. hét]. Mahasz. Magyar Hanglemezkiadók Szövetsége.
89. ↑  (en) GfK Chart-Track. Irish Albums Chart. Irish Recorded Music Association.
90. ↑  (en) Italiancharts.com – Foo Fighters – Sonic Highways. FIMI. Hung Medien.
91. ↑  (en) Norwegiancharts.com – Foo Fighters – Sonic Highways. VG-lista. Hung Medien.
92. ↑  (nl) Dutchcharts.nl – Foo Fighters – Sonic Highways. Mega Album Top 100. Hung Medien.
93. ↑  (pl) Oficjalna lista sprzedaży. OLIS. ZPAV.
94. ↑  (en) Portuguesecharts.com – Foo Fighters – Sonic Highways. AFP. Hung Medien.
95. ↑  (en) Archive Chart. Rock & Metal Albums. The Official Charts Company.
96. ↑  (en) Swedishcharts.com – Foo Fighters – Sonic Highways. Sverigetopplistan. Hung Medien.
97. ↑  (en) Swisscharts.com – Foo Fighters – Sonic Highways. Schweizer Hitparade. Hung Medien.
98. ↑  (it) « Certificazioni - Foo Fighters », sur fimi.it (consulté le 3 décembre 2017)
99. ↑  (nl) « Goud/Platina - Foo Fighterss », sur nvpi.nl (consulté le 15 octobre 2018)
100. 1 2 3 4 5  (en) « Foo Fighters Announce Stadium & Arena National Tour Dates - Fuse », sur fuse.tv (consulté le 25 août 2017)
101. 1 2 3  (en) « Foo Fighters announce surprise concert for Dave Grohl's birthday », sur nme.com (consulté le 9 janvier 2015)
102. ↑  (en) « Foo Fighters Announce South American Tour Dates », sur billboard.com (consulté le 7 août 2017)
103. ↑  (en) « Foo Fighters 'Sonic Highways' Australian Tour Announced - Music Feeds », sur musicfeeds.com.au (consulté le 7 août 2017)
104. ↑  (en) « Foo Fighters at iHeartRadio Theater (Honda Stage), 17th March 2015 », sur foofighterslive.com (consulté le 7 août 2017)
105. ↑  (en) « Dave Grohl calls Foo Fighters' Record Store Day release 'a private experiment' - NME », sur nme.com (consulté le 8 août 2017)
106. ↑  (en) « RECORD STORE DAY - SpecialRelease », sur recordstoreday.com (consulté le 8 août 2017)
107. ↑  (en) « Full list of Record Store Day 2015 releases revealed », sur consequenceofsound.net (consulté le 8 août 2017)
108. ↑  (en) « Foo Fighters: David Letterman performance of Everlong ends Late Night », sur ew.com (consulté le 25 août 2017)
109. ↑  (en) « Hangout Music Festival Lineup », sur hangoutmusicfest.com (consulté le 8 août 2017)
110. ↑  (en) « Radio 1's Big Weekend 2015 - BBC », sur bbc.co.uk (consulté le 8 août 2017)
111. ↑  (en) « From 1981 to 2017 - Slane Castle », sur slanecastle.ie (consulté le 8 août 2017)
112. ↑  (en) « History - Rock am Ring 2017 », sur rock-am-ring.com (consulté le 8 août 2017)
113. ↑  « Le chanteur des Foo Fighters se casse la jambe et termine le concert dans le plâtre », sur lemonde.fr (consulté le 15 juin 2015)
114. ↑  (en) « Foo Fighters cancel Glastonbury and Wembley Stadium gigs », sur telegraph.co.uk (consulté le 2 janvier 2016)
115. ↑  (en) « Foo Fighters Cancel European Tour After Dave Grohl's Leg Surgery », sur billboard.com (consulté le 8 août 2017)
116. ↑  (en) « Foo Fighters CANCEL entire UK/Europe tour after Dave Grohl dramatically falls off stage and breaks leg - Mirror Online », sur mirror.co.uk (consulté le 8 août 2017)
117. ↑  (en) « Foo Fighters cancel Glastonbury and Wembley Stadium gigs », sur usatoday.com (consulté le 2 janvier 2016)
118. ↑  (en) « Foo Fighters Plot Massive U.S. Tour - Rolling Stone », sur rollingstone.com (consulté le 2 janvier 2016)
119. ↑  (en) « Japan's Fuji Rock Festival Bounces Back With Foo Fighters, Muse, FKA Twigs », sur billboard.com (consulté le 8 août 2017)
120. ↑  (en) « 2017 VALLEY ROCK FESTIVAL », sur valleyrockfestival.mnet.com (consulté le 8 août 2017)
121. ↑  (en) « Foo Fighters Make Triumphant UK Return At Milton Keynes Bowl – In Photos - NME », sur nme.com (consulté le 8 août 2017)
122. ↑  (en) « Review: Foo Fighters at Murrayfield Stadium, Edinburgh - Daily Record », sur dailyrecord.co.uk (consulté le 8 août 2017)
123. ↑  (en) « Foo Fighters play 27-song-set to the 1000 'Learn to Fly' rockers in Italy », sur independent.co.uk (consulté le 9 août 2017)
124. ↑  (en) « Foo Fighters Announce 2015 European Tour Dates - SuprTickets », sur suprtickets.com (consulté le 9 août 2017)
125. ↑  (en) « Foo Fighters Cancel European Tour Following Paris Terror Attacks - Rolling Stone », sur rollingstone.com (consulté le 9 août 2017)
126. ↑  (en) « Foo Fighters suing insurers over cancelled gigs on Sonic Highways tour », sur theguardian.com (consulté le 9 août 2017)
127. ↑  (en) « Foo Fighters Drop Surprise Free EP 'Saint Cecilia' », sur rollingstone.com (consulté le 2 janvier 2016)
128. ↑  (en) « DAVE GROHL Reveals The Unique Writing Process Behind 'Sonic Highways' », sur blabbermouth.net (consulté le 4 janvier 2015)
129. ↑  (en) « Foo Fighters' "Something From Nothing" Review: New Song Roars with Unadulterated Power Thanks to Steve Albini [LISTEN] : Reviews : Music Times », sur musictimes.com (consulté le 29 août 2017)
130. ↑  (en) « Foo Fighters Channel D.C.'s Punk Roots with "The Feast and the Famine" - Fuse », sur fuse.tv (consulté le 29 août 2017)
131. ↑  (en) « Foo Fighters Release New Song 'The Feast and The Famine' From 'Sonic Highways' : Buzz : Music Times », sur musictimes.com (consulté le 29 août 2017)
132. ↑  (en) « Hear Foo Fighters' Rowdy, New Song 'Congregation' - Rolling Stone », sur rollingstone.com (consulté le 29 août 2017)
133. ↑  (en) « Foo Fighters Tap Zac Brown for 'Congregation,' Best Song From 'Sonic Highways' Yet », sur billboard.com (consulté le 29 août 2017)
134. ↑  (en) « Foo Fighters "Congregation" Review: New Song from 'Sonic Highways' Mellows Out with Help from Zac Brown [LISTEN] : Reviews : Music Times », sur musictimes.com (consulté le 29 août 2017)
135. ↑  (en) « Foo Fighters 'What Did I Do/God As My Witness' Review: New Song from 'Sonic Highways' Takes Things Down a Notch [LISTEN] : Reviews : Music Times », sur musictimes.com (consulté le 30 août 2017)
136. ↑  (en) « Single Review: “What Did I Do?/God As My Witness” by Foo Fighters – All-Noise », sur all-noise.co.uk (consulté le 30 août 2017)
137. ↑  (en) « Foo Fighters premiere new songs “Outside” and “What Did I Do?/God As My Witness” — listen », sur consequenceofsound.net (consulté le 30 août 2017)
138. ↑  (en) « WATCH: Foo Fighters Tease New 'Sonic Higways' Song 'Outside' During London Performance of 'The Pretender' : Genres : Music Times », sur musictimes.com (consulté le 30 août 2017)
139. ↑  (en) « Foo Fighters album review; Sonic Highways reviewed - Chicago Tribune », sur chicagotribune.com (consulté le 30 août 2017)
140. 1 2 3  (en) « Foo Fighters, 'Sonic Highways' - Album Review », sur loudwire.com (consulté le 30 août 2017)
141. 1 2  (en) « Foo Fighters' 'Sonic Highways' Includes a Song Inspired by Nirvana's Breakup », sur ultimateclassicrock.com (consulté le 30 août 2017)
142. ↑  (en) « Dave Grohl Opens Up about the 'Sonic Highways' Song Inspired by the End of Nirvana : Buzz : Music Times », sur musictimes.com (consulté le 30 août 2017)
143. ↑  (en) « Dave Grohl on recording another album in eight different cities: 'I'm never doing it again!' », sur nme.com (consulté le 13 novembre 2014)
144. ↑  (en) « Foo Fighters ‘Sonic Highways’ Art An American Mashup, Too « WXRT », sur wxrt.radio.com (consulté le 20 novembre 2017)
145. ↑  (en) « Foo Fighters Title New LP 'Sonic Highways,' Reveal Song List - Rolling Stone », sur rollingstone.com (consulté le 17 août 2017)
146. ↑  (en) « Meet the Mind Behind Foo Fighters' Trippy 'Sonic Highways' Album Cover - Rolling Stone », sur rollingstone.com (consulté le 17 août 2017)
147. ↑  (en) « Foo Fighters' 'Sonic Highways' Album Details: Track List, Artwork », sur billboard.com (consulté le 17 août 2017)